# Хільперік Аквітанський
Хільперік (*Chilperic 629 або 630 — 632) — король Аквітанії у 632 році. У деяких хроніках названо Хільдеріком.

## Життєпис
Походив з династії Меровінгів. Син Харіберта II, короля Аквітанії, та Гізели Васконської. Народився у 629 або 630 році, десь у Васконії. У 632 році його батько раптово помер. Тоді ж Хільперіка оголошено королем Аквітанії. Втім війська стрийка останнього — Дагоберта I — вдерлися до королівства, захопили його та вбили малолітнього короля Хільперіка.